# Nikolái Rukavishnikov
Nikolái Nikoláyevich Rukavishnikov (Ruso: Николай Николаевич Рукавишников; (Tomsk, 18 de septiembre de 1932 — Moscú, 19 de octubre de 2002) fue un cosmonauta soviético que participó de tres misiones del programa espacial soviético programa Soyuz, las Soyuz 10, Soyuz 16 y Soyuz 33.
Dos de esas misiones, la Soyuz 10 y la Soyuz 33, tenían el objetivo de acoplarse la estaciones espaciales Salyut, sin embargo fallaron en el objetivo.
Rukavishnikov estudió en el Instituto de Ingeniería Física de Moscú y después de su formación trabajó en la OKB-1 la oficina de diseño espacial de Sergei Korolev, jefe del programa espacial de la URSS. Fue seleccionado para el entrenamiento de cosmonautas en 1967.
Tras su última misión en órbita en la Soyuz 33, en abril de 1979, trabajó en tierra, dejando el programa espacial en 1987 y volvió a trabajar en la misma agencia en que comenzó profesionalmente,  RKK Energiya.
Nikolai murió a los 70 años de un ataque cardíaco, en 19 de octubre de 2002.